# (6307) Maiztegui
(6307) Maiztegui es un asteroide del cinturón principal perteneciente al cinturón de asteroides, región del sistema solar que se encuentra entre las órbitas de Marte y Júpiter.
Fue descubierto el 22 de noviembre de 1989 por el equipo del Observatorio Félix Aguilar desde el Complejo astronómico El Leoncito.

## Designación y nombre
Designado provisionalmente como 1989 WL7 fue nombrado en honor de Alberto Maiztegui (1920 - 2018) físico, autor y educador argentino.

## Características orbitales
Maiztegui está situado a una distancia media del Sol de 2,583 ua, pudiendo alejarse hasta 2,894 ua y acercarse hasta 2,272 ua. Su excentricidad es 0,120 y la inclinación orbital 15,587 grados. Emplea 1516,22 días en completar una órbita alrededor del Sol.
Pertenece a la familia de asteroides de (170) María.

## Características físicas
La magnitud absoluta de Maiztegui es 12,09. Tiene 9,544 km de diámetro y su albedo se estima en 0,335.